# Carlos Pauner
Carlos Pauner Gotor (Jaca, Província d'Osca, Aragó, 9 de juny de 1964) és un alpinista espanyol.

## Biografia
La seva primera expedició d'envergadura, l'any 1995, el porta al Mont Kun (7.077 m) a l'Índia.
Al març de 1997, participa en una expedició navarresa finançada en el marc del projecte Al Filo de lo imposible per intentar escalar el seu primer 8.000, el Kanchenjunga. Aquesta temptativa no va ser coronada amb èxit.
El seu primer 8.000 és el K2 l'any 2001, a continuació l'any següent el Makalu.
L'any 2002, "Any internacional de la Muntanya", el Govern d'Aragó decideix donar suport al projecte de Carlos Pauner que pretén escalar els 14 cims de més de 8.00 metres al món.
Aquest projecte fallit va tenir un final tràgic, perquè l'any 2003, en el descens del Kangchenjunga, Carlos Pauner va desaparèixer i va ser deixat per a mort durant tres dies. Va tenir molt de temps seqüeles d'aquesta difícil expedició.
Reprenent la seva cerca l'any 2004, el 22 de maig de 2013, data de la seva ascensió de la Everest, aconsegueix tretze cimeres de més de 8.000 m sobre les 14 possibles.
En efecte, la seva ascensió del Shisha Panga (8.027 m) l'any 2012, va donar lloc a una controvèrsia. Alguns, com el lloc 8000ers.com, no consideren aquesta ascensió en la llista de Carlos Pauner

## Les seves ascensions de més de 8.000 metres
- 2001: K2, 8.611 m
- 2002: Makalu, 8.463 m ; Kanchenjunga, 8.586 m
- 2004: Gasherbrum I, 8.068 m; Cho Oyu, 8.201 m
- 2005: Nanga Parbat, 8.125 m
- 2007: Broad Peak, 8.047 m
- 2008: Dhaulagiri, 8.167 m
- 2010: Annapurna, 8.091 m; Manaslu, 8.035 m
- 2011: Lhotse, 8.516 m; Gasherbrum II, 8.035 m
- 2012?: Shisha Pangma, 8.027 m; ha donat lloc a una controvèrsia sobre la seva arribada o no a la cimera.[5]
- 2013: Everest, 8.848 m